# Polyptyque (Frank Martin)
Pour les articles homonymes, voir Polyptyque (homonymie).

Polyptyque pour violon et deux petits orchestres à cordes, est une œuvre du compositeur suisse Frank Martin, composée en 1973.
Cette œuvre de musique sacrée reprend des scènes de la Passion du Christ.

## Mouvements
1. Image des Rameaux
2. Image de la Chambre haute
3. Image de Juda
4. Image de Gethsémani
5. Image de jugement
6. Image de la glorification

## Discographie
- Yehudi Menuhin avec le Menuhin Festival Orchestra et l'Orchestre de chambre de Zurich dirigé par Edmond de Stoutz (EMI Music)
- Marieke Blankenstijn et l'Orchestre de chambre d'Europe dirigé par Thierry Fischer (Deutsche Grammophon)